# 오기카와역
오기카와역(일본어: 荻川駅)은 일본 니가타현 니가타시 아키하구에 있는, 동일본 여객철도의 철도역이다. 신에쓰 본선이 지나간다.

## 역 구조
상대식 2면 2선 구조의 지상역으로, 역사는 선상 구조이다. 역 업무는 JR 니가타 비즈니스가 대신 하고 있으며, 스이카 및 제휴 교통카드의 사용이 가능하다. 오전 7시 10분부터 오후 6시 20분까지 초록 창구를 영업하고 있으며, 역사에는 자동발권기, 맞이방, 자동판매기 등이 있다.

### 승강장
| 1 | ■ 신에쓰 본선   | 니쓰 · 히가시산조 · 나가오카 방면     |
| 1 | ■ 반에쓰사이 선 | 고센 · 기타가타 · 아이즈와카마쓰 방면 |
| 2 | ■ 신에쓰 본선   | 니가타 방면                           |

## 역사
- 1917년 9월 4일 - 일본국유철도의 오기카와 신호장으로 개업했다.
- 1926년 11월 20일 - 보통역으로 승격했다.
- 1987년 4월 1일 - 민영화에 따라 동일본 여객철도의 소속이 되었다.
- 2006년 1월 21일 - 스이카의 사용이 개시되었다.

## 인접역
| 동일본 여객철도 신에쓰 본선       | 동일본 여객철도 신에쓰 본선   | 동일본 여객철도 신에쓰 본선 |
| --------------------------------- | ----------------------------- | --------------------------- |
| 사쓰키노 나오에쓰 · 기타가타 방면 | ■ 보통 · ■ 반에쓰사이 선 보통 | 가메다 니가타 방면          |